# Rare Earth

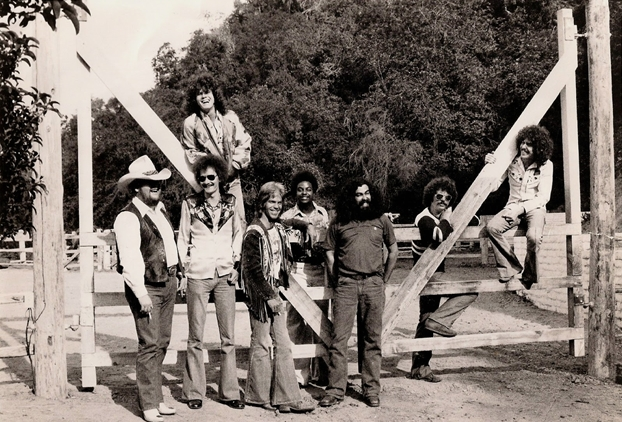
Le groupe Rare Earth en 1973.

Rare Earth est un groupe de rock américain produit par la Motown, qui connut un pic de popularité dans les années 1970. Leurs plus grands succès sont les chansons Get Ready et I Just Want to Celebrate.
Formé en 1967, le groupe est composé uniquement de blancs, ce qui était alors une exception pour Motown, qui les signa sous contrat fin 1968 jusqu'en 1978. Ce n'est sans doute pas le premier groupe blanc produit par le label, mais néanmoins le premier à rencontrer le succès.
Ils connurent le succès grâce à l'album Get Ready, sorti en 1969, surtout pour la chanson-titre, un faux live de près de 22 minutes comprenant un solo de chaque instrument s'y trouvant. Une version plus courte fut également distribuée en simple comprenant l'extrait contenant le passage chanté. Lors de la sortie de l'album Ma, quatre ans plus tard, il fut procédé à l'identique avec l'extrait chanté de la chanson titre.

## Histoire

### Années 1960
Le groupe s'est formé en 1960 sous le nom de « The Sunliners » et a changé son nom pour « Rare Earth » en 1968. Après avoir enregistré un premier album infructueux, Dream / Answers, sur le label Verve en 1968, le groupe a été signé pour Motown en 1969. Rare Earth a été l'un des premiers actes signés pour une nouvelle section du label Motown qui serait dédiée aux actes de rock blanc. La maison de disques n'avait pas encore de nom pour le nouveau label et le groupe a suggéré en plaisantant à Motown d'appeler le label « Rare Earth » (« terre rare »). À la surprise du groupe, Motown a décidé de faire exactement cela. 
Le personnel principal du groupe était Gil Bridges, saxophone, flûte, chant ; Peter Hoorelbeke (alias Peter Rivera), chant, batterie ; John Parrish (alias John Persh), basse, trombone, voix ; Rod Richards (né Rod Cox), guitare, chant ; et Kenny James (né Ken Folcik), claviers. Le style du groupe était alors un rock hard.
Fin 1969, Edward « Eddie » Guzman (congas et instruments de percussion assortis) s'est joint au groupe.
En 1969, Rare Earth a contribué à la musique du film Generation qui mettait en vedette David Janssen et Kim Darby. La bande sonore a été publiée, mais rapidement retirée après l'échec commercial du film, avec seulement un petit nombre d'exemplaires vendus. Plusieurs chansons ont été remixées et incluses sur l'album suivant, Ecology, en 1970.

### Années 1970
Rare Earth a enregistré un certain nombre de succès dans le Top 40 en 1970-1971, notamment des reprises de (I Know) I'm Losing You des  Temptations (qui a été utilisé dans la vidéo documentaire It's Time) et Get Ready. La chanson a eu plus de succès que l'original des  Temptations, Get Ready étant leur plus grand succès, culminant à la quatrième place du classement américain Billboard Hot 100. Ce disque s'est vendu à plus d'un million d'exemplaires et a reçu un disque d'or décerné par la Recording Industry Association of America. 
En 1971, le guitariste Rod Richards est parti en raison de différends musicaux, et le claviériste Kenny James, épuisé de l'horaire de tournée accru du groupe, est également parti. Ray Monette (guitare) et Mark Olson (claviers, chant) se sont joints à eux pour les remplacer.
Les succès du groupe de la fin de 1970 au début de 1972 étaient Born to Wander (# 17), I Just Want to Celebrate (# 7) et Hey, Big Brother (# 19). Il n'y a eu aucun résultat significatif par la suite. Néanmoins, le groupe continue d'enregistrer dans les années 1990.
En 1972, Motown avait décidé de déménager de Détroit à Los Angeles et Rare Earth a rapidement emboîté le pas. Le bassiste John Persh, cependant, a décidé de ne pas suivre et a été remplacé dans le groupe par Mike Urso (Persh est décédé plus tard d'une infection staphylococcique à l'hôpital le 27 janvier 1981).
Leur album de 1973, Ma, écrit et produit par Norman Whitfield, est considéré comme l'une de leurs meilleures œuvres globales, et présente leur version de Hum Along and Dance. Malheureusement, il ne s'est pas très bien vendu et n'a produit aucun succès.
Rare Earth était en première partie du festival California Jam à Ontario, Californie, le 6 avril 1974. Le festival a attiré plus de 250 000 personnes et le groupe est apparu aux côtés de Black Sabbath, Emerson, Lake & Palmer, Deep Purple, Earth, Wind & Fire, Seals & Crofts , Black Oak Arkansas et The Eagles. Des parties de l'émission ont été diffusées sur ABC Television aux États-Unis, exposant ainsi le groupe à un public plus large.
En 1974, le groupe a commencé à travailler avec le producteur de Motown Frank Wilson sur leur prochain projet. Mais dans son autobiographie, Born to Wander, Hoorelbeke a décrit ses objections quand Wilson a accepté une chanson apportée par Olson. Hoorelbeke pensait que la chanson n'était pas conforme aux normes habituelles du groupe et Wilson a fini par être retiré du projet.
En juillet 1974, le groupe s'est divisé. Mike Urso a quitté le groupe avec Hoorelbeke et ils ont formé un nouveau groupe, HUB, avec le coproducteur de Rare Earth de 1970 à 1972, Tom Baird, en utilisant les initiales de leurs noms de famille (Hoorelbeke, Urso et Baird). HUB a continué à enregistrer deux albums pour Capitol Records, mais a pris fin brutalement en novembre 1975 avec le décès de Baird dans un accident de bateau.
Les autres (moins Olson qui est parti rejoindre le groupe live de Jennifer Warnes) ont décidé de continuer en tant que Rare Earth et ont recruté de nouveaux musiciens : Jerry LaCroix (chant, saxophone, harmonica, anciennement de The Boogie Kings, Edgar Winter's White Thrash, et Blood, Sweat and Tears), Paul Warren (guitare, chœurs), Bartholomew (« Frosty ») Eugene Smith-Frost (anciennement avec Sweathog) et Lee Michaels, batterie), Reggie McBride (ex-bassiste de Stevie Wonder) et Gabriel Katona (claviers ).
La nouvelle formation a enregistré Back to Earth en 1975 et a repris la route. Cependant, Paul Warren et Frosty sont partis pendant cette tournée et le nouveau batteur Chet McCracken (qui allait éventuellement rejoindre les Doobie Brothers) a été embauché pour terminer leur tournée de 1975. Le groupe a ensuite enregistré Midnight Lady (sans Katona et McCracken), qui a été publié en 1976. Frank Westbrook a remplacé Katona sur les claviers, tandis que McCracken n'a pas été remplacé, mais le musicien de session Ollie Brown s'est occupé des percussions pour cet album. Mais aucune de ces sorties n'a été vendue aussi bien que le groupe n'était habitué et ils se sont rapidement retrouvés embourbés et incapables de tourner quand ils ont intenté un procès contre l'ancien membre Hoorelbeke, affirmant à tort qu'il avait essayé de se refaire avec le nom du groupe et les fonds de retraite. Le procès a finalement été réglé en faveur de Hoorelbeke.
Fin 1976, un ancien vice-président de Motown, Barney Ales, ancien ami des membres de Rare Earth, est revenu dans l'entreprise pour diriger l'un de leurs nouveaux labels dérivés, Prodigal Records. Il a fait une proposition au groupe de se réunir avec Peter Hoorelbeke. Les membres du groupe en 1972-1974 (Hoorelbeke, Bridges, Urso, Olson, Monette et Guzman) devaient enregistrer un nouvel album sur Prodigal. Cependant, Monette et Olson n'ont pas accepté les termes et se sont abstenus. Les musiciens de session Dan Ferguson (guitare) et Ron Fransen (claviers) ont été amenés à la place pour jouer sur Rarearth, qui a été produit par James Anthony Carmichael (qui a ensuite eu du succès avec les Commodores et Lionel Richie). Il a été publié en 1977 mais n'a pas répondu aux attentes.
Plus tard en 1977, le groupe s'est réuni avec le producteur de Chicago John Ryan (qui a travaillé avec Styx et d'autres) pour commencer à travailler sur deux nouveaux albums. Cette fois, Monette et Olson ont accepté de se joindre à eux et les résultats ont été Band Together et Grand Slam, tous deux sortis en 1978 et présentant davantage un son disco de la fin des années 1970, le premier fournissant le succès écrit par les Bee Gees Warm Ride, qui a culminé au no 39. Mis à part ce seul succès, aucun des deux albums n'était un gros vendeur et le groupe s'est rapidement retrouvé sans domicile. Le bassiste du Gap Band, Robert Wilson, a contribué à certaines des chansons de Band Together.
En juin 1979, Urso quitte à nouveau le groupe. Sur sa recommandation, et après avoir entendu plusieurs bassistes, le groupe a recruté le bassiste Ken Johnston, qui a rejoint les tournées du groupe pendant deux ans jusqu'en juin 1981. Johnston venait de terminer un passage avec la chanteuse de jazz Maxine Weldon et avait rejoint le comédien/chanteur de Las Vegas Kenny Laursen. Il a interrompu sa tournée avec Laursen pour rejoindre Rare Earth en Floride.

### Années 1980 et 1990
L'ancien auteur de Motown Dino Fekaris, qui avait écrit les tubes du groupe I Just Want to Celebrate et Hey Big Brother, allait ensuite revenir dans la vie du groupe en 1980. Il venait de connaître des succès avec Gloria Gaynor et Peaches & Herb et avait remporté un Grammy pour l'énorme succès de Gaynor I Will Survive. RCA a manifesté son intérêt pour le nouveau projet du groupe et leur a donné une avance pour aller de l'avant et commencer l'enregistrement. Le projet devait à l'origine être intitulé King of the Mountain, avec la pièce-titre prévue pour être le thème d'un film homonyme de 1981 avec Harry Hamlin. Mais les producteurs du film ont écouté la chanson, mais l'enregistrement ayant déjà été produit, RCA n'était pas satisfait de la production de Fekaris, alors ils ont également refusés. Cet album, sous un titre différent Tight & Hot, a connu une sortie très limitée en 1982 au Canada seulement.
À l'été 1981, Mike Urso était revenu avec Rare Earth après une absence de deux ans, mais il est reparti à la mi-1983 et n'est plus revenu avec le groupe depuis. Tim Ellsworth a ensuite été recruté comme nouveau bassiste / chanteur en septembre 1983. À la fin de la même année, Peter Hoorelbeke avait également quitté le groupe après des désaccords avec Gil Bridges. (Hoorelbeke a ensuite formé The Classic Rock All-Stars en 1992). Le batteur Tony Thomas a remplacé Hoorelbeke à la batterie. Après le départ de ce dernier, Ellsworth et Olson ont repris le chant. À ce moment-là, la plupart des membres du groupe étaient revenus à Détroit, et le groupe a continué à tourner principalement dans des clubs malgré l'absence de contrat d'enregistrement.
Les remaniements de personnel abondaient au milieu des années 1980. En septembre 1984, Bob Weaver a repris le trône du tambour et a joué avec le groupe en 1985. Il a été temporairement remplacé par Bob Brock, dont le nom professionnel était Bobby Rock (pas Bob Rock, le célèbre producteur de hard rock/heavy metal du Canada), mais retourné pour être remplacé par Jerry LeBloch à la mi-1985. Toujours en septembre 1984, Andy Merrild a remplacé Tim Ellsworth comme bassiste jusqu'à la fin de juin 1985. Ellsworth est ensuite revenu et a fait une tournée avec le groupe jusqu'à la fin août 1985. Le road manager du groupe, Randy « Bird » Burghdoff, a pris la relève en tant que bassiste de Rare Earth en septembre 1985 et y est resté depuis. Mark Olson a été licencié en 1986 après avoir accru ses problèmes personnels et de toxicomanie (Olson est décédé le 14 avril 1991, à l'âge de 41 ans, d'une maladie du foie). Rick Warner a ensuite été recruté comme nouveau claviériste du groupe et Wayne Baraks, qui a été amené en 1987 à la guitare rythmique, a repris une grande partie du chant aussi.
À la fin des années 1980 et au début des années 1990, les changements de personnel se sont quelque peu ralentis à mesure que les choses se stabilisaient et que le groupe se retrouvait en demande de jouer en tournée avec d'autres groupes des années 1960 et 1970.
Le batteur Dean Boucher a remplacé LeBloch à la batterie en 1990 et le groupe a signé avec le petit label Koch International et a commencé à travailler sur un nouvel album. Le résultat fut Different World (sorti en février 1993) qui était une collection contenant quelques reprises de chansons plus anciennes et de nouvelles chansons. Il fut toutefois ignoré par le public.
Le 29 juillet 1993, le groupe perd un autre membre lorsque le percussionniste de longue date Eddie Guzman (49 ans) meurt à son domicile de Howell, Michigan.
Le groupe a continué, cependant, et a fait venir le nouveau batteur Floyd Stokes Jr., qui a également pris la relève pour le départ de Boucher, et a également assumé des fonctions de chant principal après le retrait du guitariste Baraks du groupe en 1994.
Outre la succession de Mike Bruner à Rick Warner en janvier 1998 et la nomination d'Ivan Greilich pour Ray Monette pendant cinq ans (2004-2009), la composition est restée globalement stable au cours de la dernière décennie.
Rare Earth continue de se produire lors d'événements corporatifs et sur le circuit des anciens. Des extraits de leurs enregistrements ont été utilisés comme samples sur des enregistrements aussi divers que Derelict de Beck, UNKLE et GDMFSOB (feat. Roots Manuva - version non censurée) de DJ Shadow, Try Counting Sheep de Black Sheep, Peanut Butter Wolf's Tale of Five Cities, Faith de Scarface, Real Niggaz Don't Die de la NWA et Eric B. et What's Going On de Rakim.

### Années 2000 à aujourd'hui
Leur succès I Just Want to Celebrate a été utilisé dans des campagnes publicitaires à l'échelle des États-Unis par Ford, AT&T Corporation et Nicoderm.
En 2005, Rare Earth est élu au Temple de la renommée des légendes du rock & roll dans l'État du Michigan.
Les 27 et 28 octobre 2007, le groupe de heavy metal Metallica a interprété I Just Want to Celebrate lors de leurs performances acoustiques au Neil Young's Bridge School Benefit.
Leur dernier album Different World remontant a 1993, les fans furent surpris lorsqu'un nouvel album A Brand New World est sorti en 2008, 15 ans plus tard ! 

## Membres
De la formation originelle des années 1960, seul subsiste, dans les années 2000, Gil Bridges, saxophoniste, flûtiste et chanteur.

### Membres actuels
- Ray Monette – guitare solo, chant, chœurs (1971-1976, 1977-2004, depuis 2009)
- Randy « Bird » Burghdoff – basse, chant, chœurs (depuis 1985)
- Floyd Stokes Jr. – batterie, chant (depuis 1993)
- Mike Bruner - claviers (depuis 1998)

### Anciens membres
- Gil Bridges – saxophone, flûte, chant (1960-2021 ; mort en 2021)
- Peter Hoorelbeke Rivera – batterie, chant (1960-1974, 1976-1983)
- John Parrish – basse, trombone, chant (1960-1972 ; mort en 1981)
- Rod Richards – guitare solo, chœurs (1960-1971)
- Kenny James – claviers (1960-1971)
- Eddie Guzman – percussion (1969-1993 ; mort en 1993)
- Mark Olson – claviers, chant (1971-1974, 1977-1986 ; mort en 1991)
- Mike Urso – basse, chœurs (1972-1974, 1976-1979, 1981-1983)
- Jerry LaCroix – chœurs, saxophone, harmonica (1974-1976)
- Reggie McBride – basse (1974-1976)
- Gabriel Katona – claviers (1974-1976)
- Barry « Frosty » Frost – batterie (1974-1975)
- Paul Warren – guitare rythmique, chœurs (1974-1975)
- Chet McCracken – batterie (1975-1976)
- Jimi Calhoun – basse (1976)
- Frank Westbrook – claviers (1976)
- Ken Johnston – basse, chœurs (1979-1981)
- Tim Ellsworth – basse, chant (1983-1984, 1985)
- Tony Thomas – batterie (1983-1984)
- Bob Weaver – batterie (1984-1985)
- Andy Merrild – basse (1984-1985)
- Bobby Rock – batterie (1985)
- Jerry LeBloch – batterie (1985-1990)
- Rick Warner – claviers (1986-1998)
- Wayne Baraks – guitare rythmique, chant (1987-1994)
- Dean Boucher – batterie (1990-1993)
- Ivan Greilich – guitare solo, chœurs (2004–2009)

## Discographie

### Albums studio
- 1968 : Dreams/Answers
- 1969 : Get Ready
- 1970 : Ecology
- 1971 : One World
- 1972 : Willie Remembers
- 1973 : Ma
- 1975 : Back to Earth
- 1976 : Midnight Lady
- 1977 : Rare Earth
- 1978 : Band Together
- 1978 : Grand Slam
- 1982 : Tight and hot
- 1993 : Different World
- 2008 : A Brand New World

### Albums live
- 1971 : Rare Earth in Concert
- 1974 : Live in Chicago
- 1976 : In Concert
- 1989 : Made in Switzerland
- 2004 : Rock 'n' Roll Greats Rare Earth in concert !
- 2008 : Rare Earth Live
- 2014 : Live In Chicago

### Bande sonore de film
- 1969 : Generations - Sorti en 1969[2] mais rapidement retiré du marché lorsque le film a chuté, L'album est ainsi devenu une pièce rare de collectors. Quelques chansons ont été remixées pour le prochain album Ecology. Contient, entre autres, une version de Eleanor Rigby des Beatles, ainsi que Feelin' allright de Traffic.

### Compilations
- 1974 : The Best of Rare Earth - Incredibly Motown
- 1975 : Masters of Rock Vol 10
- 1976 : Disque d'Or
- 1981 : Motown Superstar Series, Vol. 16
- 1988 : Get Ready/Ecology
- 1991 : Greatest Hits & Rare Classics
- 1994 : Earth Tones: Essential
- 1995 : Anthology: The Best of Rare Earth
- 1996 : Rare Earth featuring Peter Rivera
- 1998 : The Very Best of Rare Earth
- 2001 : 20th Century Masters - The Millennium Collection : The Best of Rare Earth
- 2004 : The Collection
- 2005 : Get Ready and More Hits
- 2006 : Best of Rare Earth
- 2008 : Fill Your Head: The Studio Albums 1969-1974 - 3 CD

### Singles
- (I know) I'm Losing You - 1966 (Rare Earth Records R 5017)
- Generation, Light Up the Sky - 1969 (Rare Earth Records R 5010)
- Get Ready - 1970 (Rare Earth Records R 5012)
- Born to Wander - 1970 (Rare Earth Records R 5021)
- I Just Want to Celebrate - 1971 (Rare Earth Records R 5031)
- Hey Big Brother - 1971 (Rare Earth Records R 5038)
- What'd I Say - 1972 (Rare Earth Records R 5043)
- Good Time Sally - 1972 (Rare Earth Records R 5048)
- We're Gonna Have a Good Time - 1972 (Rare Earth Records R 5052)
- Ma (Vocal) - 1973 (Rare Earth Records R 5053)
- Hum Along and Dance - 1973 (Rare Earth Records R 5054)
- Big John Is My Name - 1973 (Rare Earth Records R 5056)
- Chained - 1974 (Rare Earth Records R 5057)
- Keepin' Me Out of the Storm - 1975 (Rare Earth Records R 5059)
- It Makes You Happy (But It Ain't Gonna Last Too Long) - 1975 (Rare Earth Records R 5058)
- Midnight Lady - 1976 (Rare Earth Records R 5060)

### DVD
- 2004 : In Concert